# Palestezjometr
Palestezjometr – miernik elektryczno-mechaniczny wytwarzający drgania (wibracje) i rejestrujący reakcję osoby. Drgania podawane są poprzez trzpień na palec osoby, standardowo – na dystalną opuszkę palca środkowego. Automatycznie zmienia się energia drgań. Osoba badana reaguje zatrzymaniem przebiegu. Odczytywany jest poziom (intensywność) drgań.
W zasadzie dokonywany jest pomiar tzw. progu czucia wibracji. Ustala się kierunek wstępujący (lub zstępujący) dla intensywności drgań. Badane jest pojawienie się (lub zanik) czucia. Pomiar jest subiektywny, bo reakcja osoby następuje przy uświadomionym odczuciu progu.
Dotyk wywoływany jest przez trzpień o powierzchni płaskiego koła (średnica ok. 1 cm), z siatką głębokich rys (co ok. 3 mm). Przyjmuje się, że najmniejsza odległość rozróżniania bodźców dotyku wynosi ok. 2 mm.
Użyteczną jednostką poziomu drgań jest 1 dB. Poziom energii drgań mierzony jest pośrednio na podstawie znanych prędkości maksymalnych uzyskiwanych przez trzpień. Prędkość odniesienia ustalona jest na wartość: 5×10−8 m/s.
Zakres rejestrowanych progów czucia wynosi od 60 do 100 dB, przy wybieranych częstotliwościach drgań od 63 do 640 Hz. Przeciętnie najlepsza czułość zmysłu wibracji u ludzi występuje przy częstotliwości ok. 192 Hz (ok. 65 dB).